# Dilophus fulvimacula
Dilophus fulvimacula är en tvåvingeart som först beskrevs av Walker 1848.  Dilophus fulvimacula ingår i släktet Dilophus och familjen hårmyggor. Inga underarter finns listade i Catalogue of Life.